# Asociación Católica Nacional de Propagandistas
L'Asociación Católica Nacional de Propagandistas és una agrupació espanyola de seglars catòlics que es proposa la propagació de la fe catòlica i l'apostolat, formant i instant els seus membres perquè prenguin part activa en la vida pública i servir de nexe d'unió dels catòlics. L'organització, amb el nom de Associación Católica de Propagandistas, va ser fundada el 1909 pel sacerdot jesuïta Ángel Ayala. Actualment, des del punt de vista canònic, és una associació privada de fidels de l'Església Catòlica.

## Contribucions i projectes
L'ACdeP, al llarg de la seva història, ha donat origen a diverses empreses i entitats: l'Editorial Católica, la Confederación Nacional de Estudiantes Católicos, l'Institut Social Obrer, l'Institut Social Lleó XIII, Càrites Espanyola, l'Associació Pius XII d'agricultors, l'Escola de Ciutadania Cristiana de l'Església, els congressos i jornades Catòlics i Vida Pública i el Col·legi Major Universitari San Pablo de Madrid. També el Centre d'Estudis Universitaris (CEU), del que van néixer, a la fi del segle xx tres universitats. Entre els mitjans de comunicació, de l'associació han nascut els diaris Ya, Hoy de Badajoz i l'Ideal de Granada i la primera escola de periodisme d'Espanya, vinculada al diari El Debate i la col·lecció i editorial Biblioteca d'Autors Cristians (BAC).
Avui, la principal obra vinculada a la ACdeP és la Fundació Universitària San Pablo-CEU, de la qual depenen tres universitats (San Pablo-CEU de Madrid, Cardenal Herrera-CEU de València i l'Abat Oliba-CEU de Barcelona) així com cinc col·legis de primària i secundària a Madrid (dos), València, Alacant i Múrcia, a més de diferents centres de postgrau, una escola de magisteri i dues escoles de negocis.
De la Fundació San Pablo Andalusia, fundada pels propagandistes andalusos. depèn la Universitat Fernando III la propietat de la qual és compartida amb la Província Bètica de la Companyia de Jesús.

## Fundació
L'Asociación Católica de Propagandistas té el seu origen en un grup de membres de la Congregación Mariana de los Luises de Madrid, que reuní el 4 de novembre de 1908 el pare Ángel Ayala, jesuïta. El desig que havia manifestat a Ayala el nunci del Vaticà a Espanya, monsenyor Vico, era la fundació de la Joventut Catòlica Espanyola. El nom original va ser el d’Asociación Nacional de Jóveness Propagandistas i el criteri de selecció dels joves va ser el del seu talent, els seus dots oratoris i el seu esperit. Es tractava de desvetllar i promoure el catolicisme, en un cert declivi a l'Espanya de principis del segle xx.
Un any després, el 3 de desembre de 1909, el grup va celebrar el primer acte d'imposició d'insígnies, acte que va esdevenir una fita per als propagandistes, en tractar-se del moment que se'n materialitza el compromís associatiu. Fou a l'església d'Areneros que els jesuïtes tenien en el carrer Alberto Aguilera de Madrid, en una cerimònia presidida pel cardenal Vico.
El primer president de l'Associació va ser Ángel Herrera Oria, advocat de l'Estat. De seguida es va veure la necessitat d'un periòdic com a portantveu i guia de l'activisme generat pel nou grup: l'1 de novembre de 1911 s'inicia, sota la direcció d'Ángel Herrera, la nova etapa d'El Debate, fundat un any abans. Per a aquesta nova etapa, es funda l'Editorial Católica, que després serà important en el món de la comunicació.
Durant la Segona República Espanyola es va intensificar l'activitat política dels propagandistes que ja amb anterioritat havien participat en la creació del Partit Social Popular i fins i tot havien tingut responsabilitats en els governs del Directori militar de Primo de Rivera. L'Asociación de Propagandistas no era política, però els seus membres podien ésser-ho, segons les seves aptituds i exigències de les circumstàncies. Al costat de l'intel·lectual catòlic Ramiro de Maeztu, tres propagandistes --Eugenio Vegas Latapie, Víctor Pradera i José María Pemán--, van fundar l'octubre de 1931 la societat cultural Acció Espanyola. Aquesta societat va fundar una revista amb el mateix nom com a revista doctrinal catòlico-monàrquica: el primer número en va aparèixer al desembre de 1931; l'últim, el 88, el juny de 1936.
També el 1931, davant els esdeveniment esdevinguts a Espanya, l'ACdP s'implica en la creació d'Acció Nacional, que per imperatiu legal va passar a anomenar-se Acció Popular i el líder principal de la qual va ser el propagandista salmantí José María Gil-Robles y Quiñones. Les Corts constituents de 1931 van tenir cinc propagandistes com a diputats: Ricardo Cortés a les llistes d'Acció Nacional, José María Gil-Robles i José María Lamamié de Clairac pel Bloc Agrari, el nacionalista basc José Antonio Aguirre (que seria el primer lehendakari del govern d'Euzkadi el 1936) i el tradicionalista Marcelino Oreja Elósegui per la Minoria Basco-navarresa.
En 1933 Ángel Herrera fou designat President de la Junta Central d'Acció Catòlica. L'any 1933 és un any de múltiples fundacions. Es crea el Centre d'Estudis Universitaris (CEU) embrió del que avui són les universitats San Pablo de Madrid, Cardenal Herrera de València i Abat Oliba de Barcelona, també es va crear l'Institut Social Obrer del que Ángel Herrera és nomenat el primer president.
A les eleccions generals espanyoles de 1933 foren escollits diputats uns 34 propagandistes, uns 30 en les llistes de la CEDA (Confederació Espanyola de Dretes Autònomes) de la qual Acció Popular és el grup més important, José Antonio Aguirre i Marcelino Oreja per la minoria basconavarresa, Santiago Fuentes per Renovación Española i José Maria Lamamie de Clairac pel grup agrari. El mateix Marcelino Oreja Elósegui fou assassinat durant la revolució de 1934 a Mondragón a mans d'uns obrers en la fàbrica en la qual era gerent. En 1935 Ángel Herrera, després de 26 anys com a president, va deixar el càrrec de president de l'ACdP, i en fou nomenat Fernando Martín Sánchez. Al maig de 1936, poc abans de la revolta militar que va donar origen a la Guerra Civil, Ángel Herrera es traslladà a la universitat suïssa de Friburg per a cursar els estudis necessaris per a la seva ordenació sacerdotal, es tractava de posar els fonaments d'un grup sacerdotal per al servei a l'ACNdeP i de l'Acció Catòlica.

## La Guerra Civil i la dictadura
La Guerra Civil Espanyola va suposar grans pèrdues, tant materials com humanes, per a l'ACNdeP. Més de 80 propagandistes van morir afusellats per diferents forces en la rereguarda republicana. Entre ells, el mateix secretari general de l'associació i del CEU, Luis Campos Górriz, proclamat beat per l'Església Catòlica, l'exministre Federico Salmón, el diputat Víctor Pradera i el fundador de les JONS Onésimo Redondo. El diari El Debate va ser confiscat i els arxius de l'associació, destruïts. Llevat de comptades excepcions, la immensa majoria dels propagandistes van donar suport o van participar en la revolta militar.
En acabar la Guerra Civil, tant Ángel Herrera (ja sacerdot i rector en la diòcesi de Santander) com el mateix Gil Robles van caure en l'ostracisme més absolut davant el predomini que en el règim de Franco van ostentar els sectors blaus de la Falange, hostils a la línia nacionalcatòlica que encarnava l'ACNdeP. Però tot canvià quan la derrota de l'Eix obliguà Franco a desplaçar Serrano Súñer i el seu cercle de falangistes addictes al feixisme totalitari. El general Franco va requerir llavors el suport de l'Església Catòlica espanyola per a donar-li un aire nacionalcatòlic al règim i així aconseguir l'imprescindible aval del Vaticà per a sortir de l'aïllament internacional. D'acord amb aquesta nova política, l'ACNdeP va a copar els llocs ministerials en els governs de Franco: en 1945, fou nomenat Ministre d'Afers Exteriors el propagandista Alberto Martín Artajo. Altres ministres propagandistes de Franco van ser José Larraz López (Hisenda), José Ibáñez Martín (Educació), Joaquín Ruiz Jiménez (Educació), Fernando María Castiella (Exteriors) i Federico Silva Muñoz (Obres Públiques).
Alberto Martín Artajo va ser l'artífex del Concordat amb la Santa Seu de l'any 1953 que va trencar l'aïllament d'Espanya i va suposar una extraordinària plataforma per a l'Església Catòlica a Espanya. Es pot dir que fins a l'any 1957 el to polític dels consells de ministres de Franco el marca l'ACNdeP sota el lideratge primer de Fernando Martín Sanchez i després de Francisco Guijarro i Alberto Martín Artajo. En 1957 es va produir un canvi subtil en els equilibris interns de poder de la dictadura davant el desafiament falangista a l'ordre nacionalcatòlic que va suposar la proposta de José Luis de Arrese, secretari general del Movimiento Nacional. La pugna sorda establerta llavors entre falangistes i propagandistes la va solucionar Franco en recolzar-se en un tercer sector, el dels tecnòcrates de l'Opus Dei amb l'almirall Carrero Blanco, Gregorio López Bravo i Laureano López Rodó com a caps visibles.
Per la seva banda, la trajectòria vital d'Ángel Herrera Oria estava al marge del devenir polític. En 1947 és consagrat com a bisbe de Màlaga. El 1952 fundà l'Institut Social Lleó XIII i són també fundacions seves en aquest període les escoles rurals de Màlaga, l'Associació Pius XII d'agricultors i l'Escola de Ciutadania Cristiana de l'Església. En 1957 el secretariat nacional d'Acció Social de l'ACNdeP crea l'embrió del que seria Càritas Diocesana a Espanya. En 1967 Ángel Herrera Oria fou nomenat cardenal per Pau VI, i va morir a l'any següent. La seva defunció marca el final dels millors anys de l'ACNdeP i el començament d'una època de desconcert i afebliment unida al profund debat intern que va provocar a Espanya el postconcili amb la seva revisió de tot el que havia estat el nacionalcatolicisme.

## La Transició
Després del Concili Vaticà II i el canvi de paradigma polític que va suposar per als catòlics, un grup de propagandistes amb Joaquín Ruiz-Jiménez Cortés al capdavant es passa a l'oposició al règim de Franco. Destaca en aquesta línia la seva iniciativa de Cuadernos para el Diálogo on l'oposició democristiana al règim es va a aglutinar. També participaran en el “Contuberni de Múnic” els propagandistes José María Gil Robles i Íñigo Cavero, mentre que el propagandista José María Pemán també va ser evolucionant cap a postures monàrquiques joanistes en aquests anys. En contrast amb aquesta línia d'oposició democristiana el propagandista Blas Piñar es converteix en el capdavanter del "bunker" del règim, la línia dura defensora de les essències nacionalcatòliques del franquisme. No obstant això, Blas Piñar va acabar per demanar la baixa en l'Associació en desacord amb la seva línia cada vegada més crítica amb la dictadura.
En 1973, es crea en el Col·legi Major San Pablo el grup Tácito, el qual va tenir un paper rellevant en l'etapa final del franquisme i principis de la transició. Aquest grup va aglutinar un selecte grup de propagandistas crític amb el règim de Franco, molts dels quals acabarien per formar part dels governs de la democràcia. La presència de propagandistes va ser important en aquesta etapa en la fundació d'Aliança Popular (amb Federico Silva Muñoz jugant un paper destacat) però, de manera especial, en la creació de la Unió de Centre Democràtic, que va guanyar les eleccions generals espanyoles de 1977.
Sota el paraigua de la figura del cardenal Tarancón, la ACdP es va convertir llavors en el veritable baluard de la Democràcia Cristiana espanyola, car molts dels seus membres van ser ministres en els governs d'Adolfo Suárez. Marcelino Oreja a Afers Exteriors va aconseguir la signatura dels importantíssims acords Església-Estat de 1979 vigents durant molts anys. José Manuel Otero Novas en Educació, Landelino Lavilla Alsina a Justícia, Alfonso Osorio a Presidència i Íñigo Cavero (futur president del Consell d'Estat) també a Justícia van ser altres ministres dels governs de la UCD que van realitzar un destacat paper en la Transició al costat de Fernando Álvarez de Miranda, que va presidir el Congrés dels Diputats entre 1977 i 1979. Amb tot, la principal responsabilitat política assumida per un propagandista en aquests anys va ser la Presidència del Govern d'Espanya assumida per Leopoldo Calvo Sotelo en 1981.
Durant els últims anys, han tingut un paper destacat en la política espanyola els propagandistas militants del PP Jaime Mayor Oreja (ministre de l'Interior i cap de llista al Parlament Europeu) i Eugenio Nasarre (diputat al Congrés i portaveu d'Educació del PP). Recentment ha estat nomenat per la Conferència Episcopal Espanyola president executiu de la cadena COPE l'expresident de la ACdP Alfonso Coronel de Palma.